# Астероїд типу D
Астероїди типу D мають дуже низьке альбедо та спектр без особливостей з червоним нахилом. Припускають, що вони складаються з насичених органікою силікатів та вуглецю, а також, можливо, містять водний лід на глибині. Астероїди типу D зустрічаються у зовнішньому поясі астероїдів та в інших місцях. Прикладами є 152 Атала, 944 Гідальго, 3552 Дон Кіхот, 10199 Харікло і багато троянських астероїдів Юпітера. Також припускають, що метеорит Тагіш-Лейк також є уламком астероїда типу D, і що марсіанський супутник Фобос тісно пов'язаний з цим типом.
Модель Ніцци припускає, що астероїди типу D могли виникнути в поясі Койпера.